# Amatőrcsillagászat

Amatőrcsillagászok figyelik a Perseidák meteorraj hullását egy nyári estén

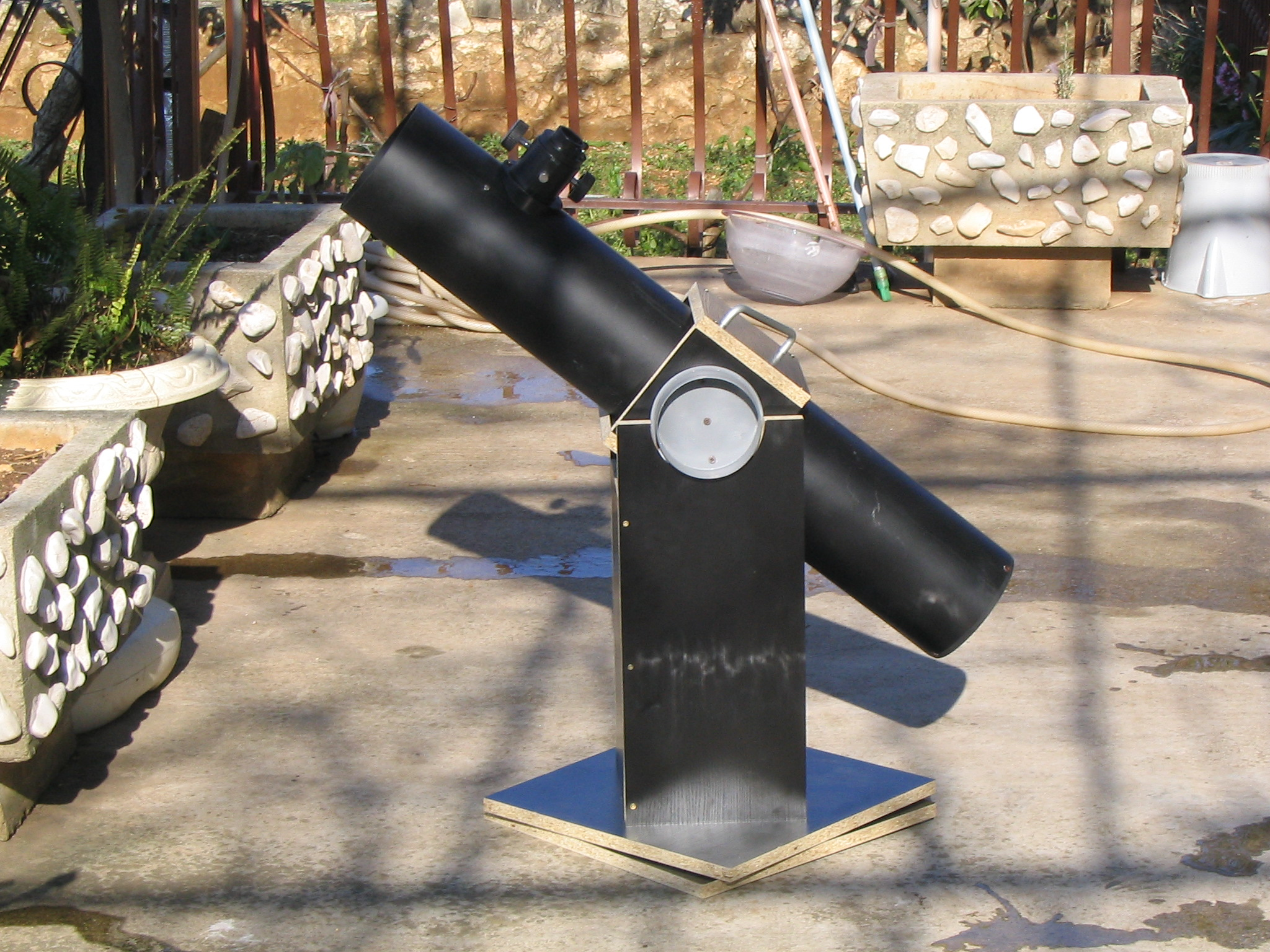
Saját gyártású Dobson-távcső, az amatőrcsillagászok kedvelt műszere

Az amatőrcsillagász olyan személy, akinek nincsen csillagász végzettsége, illetve a más tudományos területeken szerzett tudását hasznosítja a csillagászat terén és végez kutatásokat, tudományos munkákat. Ide tartoznak azok is, akik a csillagászattal komolyabban (vagy hobbi szinten) foglalkoznak és ezért a tevékenységükért fizetést nem kapnak. A csillagászat több területén is komoly szerepük van az amatőrcsillagászoknak, munkájuk kiegészíti a szakcsillagászok munkáját, nélkülük számos rendkívül fontos felfedezés sem jöhetett volna létre. Ilyen területek például a meteor-, üstökös-, szupernóva- és változócsillag-észlelés, holdfelszíni tranziens jelenségek észlelése, fogyatkozások észlelése, ismeretterjesztés, csillagászattörténet, napóraépítés.

## Magyarországi amatőrcsillagászat
Magyarországon az amatőrcsillagász mozgalom nagyon sokat köszönhet Dr. Kulin Györgynek, aki 1946-ban megalakította a Magyar Csillagászati Egyesületet, amely sajnos csak 1949-ig működhetett.
A későbbiekben, majd a Kádár-rendszerben Kulin továbbra is segítette az amatőrcsillagászokat, sokuknak segített befejezni a saját csiszolású távcsőtükröket. Hasonló tevékenységet fejtett ki Szentmártoni Béla, aki 1956-ban kezdett fényerős távcsőtükrök csiszolásával foglalkozni, a következő évtizedekben mintegy száz (100–250 mm átmérőjű) tükröt készített megrendelésre. Főleg a mélyégobjektumok és kettőscsillagok megfigyelése foglalkoztatta. A hasonló érdeklődésűek számára megszervezte az Albireo Amatőrcsillagász Klubot (1971), amely később országos hatáskörűvé vált.
A magyarországi amatőr és szakcsillagászok egyesülete a Magyar Csillagászati Egyesület, amely 1989-ben alakult újjá szervezi a különböző észlelések összegyűjtését, megjelenteti a Meteor című folyóiratot, valamint a Meteor Csillagászati Évkönyvet.
Az Albireo Amatőrcsillagász Klub – rövidítve AAK – különböző szervezeti keretekben legrégebben működő magyar amatőrcsillagászati szervezet. 1971–1992 között Albireo Amatőrcsillagász Klub, 1992–2009 között Albireo Amatőrcsillagász Klub és Klímamegfigyelő Hálózat Kulturális és Környezetvédelmi Egyesület, 2009-től AAK – Albireo Amatőrcsillagász Klub Közhasznú Egyesület néven tevékenykedett. Az Albireo Amatőrcsillagász Klub adta ki a három évtizeden át a sok száz amatőrcsillagász több ezer megfigyelését tartalmazó Albireo című folyóiratot; az amatőrcsillagászati észleléseket az internet világában már portálján, elektronikusan teszi közzé.
A vidéki amatőrcsillagászok számos más egyesületben fejtik ki tevékenységüket, amelyek listáját az Amatőrcsillagászat című honlap tartalmazza.

## Amatőrcsillagász rendezvények
Az amatőrcsillagász egyesületek gyakran szerveznek rendezvényeket: Ismeretterjesztő programok az érdeklődők számára, ifjúsági táborok, amatőrcsillagász találkozók, szakmai programok.

## Az amatőrcsillagászat ágai

### Vizuális megfigyelés
Az égbolt látnivalóinak távcsövön keresztül történő megfigyelése.

### Vizuális észlelés
Ha a megfigyelt égitestről, jelenségről leírást (naplót) vezetünk, észlelésről beszélünk. Az észlelési anyagokat megfelelő helyre beküldve, tudományos célra is felhasználható adatokat gyűjthetnek az amatőrcsillagászok.

### Asztrofotózás
Csillagászati objektumok fotózása (fényképezőgéppel vagy külön erre a célra gyártott CCD-vel). Kedvelt, de nagy eszközigényű tevékenység.

### Adatgyűjtés, programszerű kutatómunka
Amatőrcsillagászati eszközökkel tudományos színvonalú munkát is végezhetünk. Tipikus területek a meteorok és változócsillagok észlelése,
(a változócsillagok fénygörbéit nagyrészt amatőrök fénymérései alapján készítik el) kisbolygó-, üstökös- szupernóva-, újabban exobolygó-keresés, égitestek fedéseinek megfigyelése. Az amatőrök által gyűjtött megfigyelési adatokat a tudományos kutatómunka is felhasználja. Napjainkban gyakran segítenek amatőrök a nagy mennyiségű anyag átnézését igénylő programokban, ilyen például a GalaxyZoo, melynek keretében nagy mennyiségű galaxist osztályoznak.

### Távcsőépítés
Régen az optikai eszközök nehéz beszerezhetősége és magas ára motiválta az embereket távcsöveik házilagos elkészítésére. Manapság a nagy tömegben gyártott, olcsó távcsövekhez könnyen hozzájuthatunk. Napjainkban az amatőrök inkább különleges távcsöveket építenek önállóan, például: nagy fényerejű Dobson-távcsövet, összehajtogatott fényútú Yolo-távcsövet.